# Петровский Участок
Петро́вский Уча́сток — деревня в Томском районе Томской области. Входит в состав Зоркальцевского сельского поселения. 

## Население
| 2002 | 2008 | 2009 | 2010 | 2011 | 2012 | 2013 |
| ---- | ---- | ---- | ---- | ---- | ---- | ---- |
| 20   | ↘18  | →18  | ↗75  | →75  | ↗84  | ↗88  |
| 2014 | 2015 | 2021 |      |      |      |      |
| ↗95  | ↗112 | ↗142 |      |      |      |      |

## География
Расстояние до Томска — 17 км, до Зоркальцева (центр поселения) — 3 км.
Рядом с деревней находятся садово-дачные товарищества «Виктория» и «Юпитер».

## Социальная сфера
Услуги ЖКХ оказывает ООО «Тепло» (зарегистрировано в селе Зоркальцево, работает на территории Зоркальцевского сельского поселения).

## Местная власть
Сельским поселением руководят Глава поселения и Совет. Глава поселения — Виктор Николаевич Лобыня.